# Ehrenkirchen
Ehrenkirchen település Németországban, azon belül Baden-Württembergben. Lakosainak száma 7856 fő (2023. december 31.).

## Népesség
A település népessége az elmúlt években az alábbi módon változott:
| Lakosok száma | 4003 | 4406 | 5145 | 5475 | 5599 | 6007 | 6506 | 7019 | 7136 | 7856 |
|               | 1961 | 1967 | 1974 | 1980 | 1987 | 1993 | 2000 | 2006 | 2013 | 2023 |